# Marc Le Bot
Marc Le Bot (9 de septiembre de 1921 - 25 de mars de 2001 de  de ) es un escritor francés, profesor titular de la cátedra de historia del arte moderno y contemporáneo de la Sorbona, creador y director del Centro de investigaciones en arte contemporáneo.

## Obras
- Francis Picabia et la crise des valeurs figuratives, Klincksieck, 1968.
- Peinture et Machinisme, Klincksiek, 1973.
- Valerio Adami, essai sur le formalisme critique, Galilée, 1975.
- Figures de l'art contemporain, éd. U.G.E., 1976.
- L'Œil du peintre, Gallimard, 1982.
- Théâtres d'ombres à l'intérieur, éd. André Dimanche, 1984.
- Jean-Pierre Le Boul'ch - Peintures à fleur de peau, Printers, Taiwan, 1985.
- Images du corps, éd. Présence contemporaine, 1986.
- Autres fragments de la langue, éd. Brandes, 1987.
- Le Réel inviolé, Fata Morgana, 1988.
- Parfois nuit et jour, Fata Morgana, 1988.
- Une blessure au pied d'Œdipe, Plon, 1989.
- Les Noms propres des dieux, Fata Morgana, 1989.
- La Lumière d'un jour inverse, éd. Colodion, 1990.
- D'une voix blanche, Fata Morgana, 1990.
- La Main de dieu, la main du diable, Fata Morgana, 1991.
- Rembrandt, Flammarion, 1991.
- Rembrandt et l'Orient, Flammarion, 1991.
- Michel-Ange, Flammarion, 1992.
- Les Yeux de mon père, P.O.L, 1992.
- Paul Klee, éd. Adrien Maeght, 1992.
- Hadad,  éd. Le Cercle de l'art, 1992.
- Le Nu nocturne, éd. Colodion, 1992.
- La Partie du soprano solo dans le chœur, P.O.L, 1994.
- Paul Gauguin, Noa Noa de Tahiti, éd. Assouline, 1995.
- Quel ange n'est terrible ?, P.O.L, 1995.
- Théâtres et théorèmes, Fata Morgana, 1996.
- La Vie des animaux illustres, Fata Morgana, 1997.
- Les Météores, Fata Morgana, 1999.
- Le Monde est un ordre, Fata Morgana, 2000.
- La Folie du calife, P.O.L, 2001.